# Acacia paraneura
Acacia paraneura är en ärtväxtart som beskrevs av Barbara Rae Randell. Acacia paraneura ingår i släktet akacior, och familjen ärtväxter. Inga underarter finns listade i Catalogue of Life.